# Canton du Caylar
Le canton du Caylar est une ancienne division administrative française située dans le département de l'Hérault, dans l'Arrondissement de Lodève. Il fait partie de la région naturelle du Larzac.

## Historique
Depuis 2014, les communes du canton du Caylar sont rattachées au canton de Lodève.

## Composition
Il était composé des huit communes suivantes :
| Nom                        | Code Insee | Intercommunalité      | Superficie (km2) | Population (dernière pop. légale) | Densité (hab./km2) |
| -------------------------- | ---------- | --------------------- | ---------------- | --------------------------------- | ------------------ |
| Le Caylar (chef-lieu)      | 34064      | CC Lodévois et Larzac | 22,08            | 444 (2014)                        | 20                 |
| Le Cros                    | 34091      | CC Lodévois et Larzac | 22,45            | 54 (2014)                         | 2,4                |
| Pégairolles-de-l'Escalette | 34196      | CC Lodévois et Larzac | 32,13            | 145 (2014)                        | 4,5                |
| Les Rives                  | 34230      | CC Lodévois et Larzac | 23,79            | 142 (2014)                        | 6                  |
| Saint-Félix-de-l'Héras     | 34253      | CC Lodévois et Larzac | 12,92            | 35 (2014)                         | 2,7                |
| Saint-Maurice-Navacelles   | 34277      | CC Lodévois et Larzac | 68,60            | 168 (2014)                        | 2,4                |
| Saint-Michel               | 34278      | CC Lodévois et Larzac | 25,40            | 46 (2014)                         | 1,8                |
| Sorbs                      | 34303      | CC Lodévois et Larzac | 20,20            | 36 (2014)                         | 1,8                |

## Représentation

### Conseillers généraux de 1833 à 2015
| Période         | Période      | Identité                                        | Étiquette    | Qualité |
| --------------- | ------------ | ----------------------------------------------- | ------------ | --- |
| 1833            | 1833         | Étienne (de) Bérard aîné                        |              | opte pour le canton de Lodève où il a également été élu                                                      |
| 29 janvier 1834 | 1839         | Jean-Pierre Counougut                           |              | Notaire à Lodève                                                                                             |
| 1839            | 1864         | François Salles                                 |              | Propriétaire au Caylar                                                                                       |
| 1864            | 1875 (décès) | Paul Teissereinc                                |              | Maire de Lodève                                                                                              |
| 1875            | 1880         | Pierre Roquefeuil                               | Droite       | Docteur en médecine Maire du Caylar, conseiller d'arrondissement                                             |
| 1880            | 1892         | Jean Antoine Adrien Jules Rouquette (1831-1929) | Républicain  | Receveur des Finances Maire de Saint-Félix-de-l'Héras                                                        |
| 1892            | 1904 (décès) | Auguste Galtier                                 | Rad.         | Ancien Préfet Député (1883-1889) Sénateur (1891-1904)                                                        |
| 1904            | 1919         | Hector Maurin                                   | Rad.         | Négociant - Maire de Brignac, conseiller d'arrondissement                                                    |
| 1919            | 1940         | Urbain Coste (1889-1963)                        | SFIO-PSdF    | Propriétaire Maire du Caylar (1929-1963)                                                                     |
|                 |              |                                                 |              | |
| 1942            | 1945         | Marius Agussol                                  | PRS          | Conseiller d'arrondissement, maire des Rives Nommé conseiller départemental en 1942                          |
|                 |              |                                                 |              | |
| 1945            | 1961         | Urbain Coste                                    | DVG          | Propriétaire Maire du Caylar (1929-1963)                                                                     |
| 1961            | 1993 (décès) | Pierre Bouyeron (1923-1993)                     | Rad. puis PS | Médecin Maire du Caylar (1963-1993)                                                                          |
| mars 1993       | 2004         | Maurice Requi                                   | PS           | Directeur départemental des impôts retraité Maire de La Vacquerie-et-Saint-Martin-de-Castries                |
| 2004            | 2015         | Frédéric Roig                                   | PS           | Permanent politique Maire de Pégairolles-de-l'Escalette Vice-Président du Conseil Général Député (2012-2017) |

### Conseillers d'arrondissement (de 1833 à 1940)
| Période                                  | Période          | Identité                       | Étiquette                                    | Qualité |
| ---------------------------------------- | ---------------- | ------------------------------ | -------------------------------------------- | --- |
| 1833                                     | 1871             | Jean Louis Antoine Léon Reynes |                                              | Notaire, maire du Caylar                                                                                    |
| 1871                                     | 1874             | Pierre Roquefeuil              | Droite                                       | Docteur en médecine, maire du Caylar                                                                        |
|                                          |                  |                                |                                              | |
| 1892                                     | 1895             | Étienne Vidal                  |                                              | Agriculteur à Saint-Maurice-Navacelles                                                                      |
| 1895                                     | 1895 (démission) | Auguste Salze                  |                                              | Propriétaire et fabricant de fromage au Caylar                                                              |
|                                          |                  |                                |                                              | |
| 1901                                     | 1904             | Hector Maurin                  | Radical                                      | Négociant, maire de Brignac                                                                                 |
|                                          |                  |                                |                                              | |
| 1907                                     | 1919             | Dieudonné Alleman (1873-1952)  | Radical                                      | Propriétaire, maire de Saint-Félix-de-l'Héras, suppléant du juge de paix                                    |
| 1919                                     | 1940             | Marius Agussol (1885-1975)     | Républicain d'union ouvrière et paysanne-PRS | Maire des Rives                                                                                             |
| 1940                                     |                  |                                |                                              | Les conseils d'arrondissement ont été suspendus par la loi du 12 octobre 1940 et n'ont jamais été réactivés |
| Les données manquantes sont à compléter. |                  |                                |                                              | |

## 2 photos du canton
|  |  |

## Monuments ou sites
| - Dolmens - Cirque de Navacelles - Lac des Rives - Arbre sculpté du Caylar | - Panorama du Roc Castel (Le Caylar) - Église du Caylar - Pas de l'Escalette |

## Démographie
| 1962  | 1968 | 1975 | 1982 | 1990 | 1999 | 2006  | 2011  | 2012  |
| ----- | ---- | ---- | ---- | ---- | ---- | ----- | ----- | ----- |
| 1 020 | 903  | 740  | 773  | 842  | 952  | 1 023 | 1 054 | 1 052 |